# 棋士 (チャンギ)
チャンギ棋士（チャンギきし、朝: 장기 기사）は、チャンギ（朝鮮象棋）を指す人物の総称である。一般的に棋戦に参加するプロ棋士を指している場合が多いが、アマチュアにも適用される。

## プロ棋士
大韓チャンギ協会ならびに大韓チャンギ連盟所属のプロチャンギ棋士はプロ初段からプロ九段まである。チャンギの普及と交流活動に参加してチャンギを研究する。棋戦に参加して他の棋士と対局をしたり、放送対局の場合、視聴者に対局の解説を行う。プロ棋士の段数を表記する時は漢数字で表記する。

### 入段
プロチャンギ棋士に入段をするには、公式プロ入り大会を通じて入段をしたり、優勝者にプロ初段を授与するアマチュアチャンギ全国大会を通じて入段が可能である。公式プロ入り大会のような場合、アマ有段者だけ参加することができる。

### 昇段
大会で良い成績を収めたり、昇段大会を通じて昇段が可能である。

## アマチュア棋士
アマチュア棋士の段位は、アマ1段からアマ7段まである。チャンギ協会所属のプロチャンギ棋士に棋力を測定された後、段証（免状）を発行したり、アマチュア大会で良い成績を収めた場合、アマチュア有段者になることがある。オンラインでもハンゲームチャンギを通して、アマチュア段証を発行される方法もあり、1段から4段までアマ段証が発行される。